# 东风镇 (开鲁县)
东风镇，是中华人民共和国内蒙古自治区通辽市开鲁县下辖的一个乡镇级行政单位。

## 行政区划
东风镇下辖以下地区：
东风村、金宝屯村、电报局村、双林村、东敖包村、永合村、六合堂村、东方红村、官银号村、道德村、东胜村、永生村、章古台村、东七家子村、东风林场和太平沼林场。